# Berberis serratodentata
Berberis serratodentata är en berberisväxtart som beskrevs av Wilibald Lechler. Berberis serratodentata ingår i släktet berberisar, och familjen berberisväxter. Inga underarter finns listade i Catalogue of Life.